# 金印仇
《金印仇》（英語：The Golden Seal）是1971年上映的一部香港電影，由田丰执导并参演。该电影主要讲述一个武术家为父报仇的一个故事。

## 劇情簡介
有一个人在报仇的时候，遇到了一个女扮男装的人，后他通这个女子，找到了其杀父仇人雷震天所在的乾坤谷……

## 演员
- 汪萍
- 田丰
- 谷峰
- 夏萍[6]
- 詹森
- 王清河
- 宗华
- 房勉
- 黄宗迅
- 朱由高
- 孙岚
- 于枫

## 備註
1. ↑  . 1997年.
2. ↑  王美齡. . 2008年.
3. ↑  . 2003年.
4. ↑  沈冬. . 2013年.
5. ↑  . 1983年.
6. ↑  姚忠在. . 2017年.

## 相關連結
- 互联网电影数据库（IMDb）上《金印仇》的资料（英文）
- 豆瓣电影上《金印仇》的資料 （简体中文）
- 香港影庫上《金印仇》的資料（繁體中文）
- 爛番茄上《金印仇》的資料（英文）